# إليانور كيش
إليانور كيش (بالإنجليزية: Eleanor Kish)‏ هي فنانة أمريكية، ولدت في 11 أكتوبر 1924 في نيوآرك في الولايات المتحدة، وتوفيت في 12 أكتوبر 2014.